# Cardhu
Cardhu (« rocher noir » en gaélique écossais) est une distillerie du Speyside, près de Archiestown dans le Morayshire, en Écosse, fondée par John Cumming en 1824. Celui-ci était alors un producteur illégal non enregistré auprès des services fiscaux. La distillerie est gérée par Diageo et le whisky produit par la distillerie constitue un ingrédient important du  blend de whisky Johnnie Walker.

## Histoire
La distillerie a été créée par John Cumming en 1824, en haut de la colline Mannoch, au-dessus de la rivière Spey, où la présence de tourbe adoucissait l'eau. La distillerie fonctionnait alors de manière saisonnière, après la fin de la récolte. La distillerie était principalement gérée par son épouse, Helen Cumming, qui vendait des bouteilles de whisky aux passants par la fenêtre de leur ferme.
En 1885, la distillerie a été reconstruite sur un nouveau terrain, tout en restant dans le giron de la famille Cumming, en étant dirigée par Elizabeth Cumming, la belle-fille d'Helen Cumming. Les alambics de la vieille distillerie de construction furent vendus à William Grant, le fondateur de la distillerie de Glenfiddich. Les nouvelles installations triplaient la capacité de production de l'ancienne distillerie. Ces niveaux de production fort importants amenèrent Johnnie Walker & Sons à acheter presque toute la production de Cardhu en tant que composant de leur blend, qui devenait de plus en plus apprécié.
En 1893, Elizabeth Cumming vendit la distillerie à Johnnie Walker and Sons, en posant cependant comme condition que la famille Cumming conserverait la gestion quotidienne de la distillerie. La distillerie de Cardhu fonctionna ainsi, avec une interruption de 1917 à 1919 et pendant la Seconde Guerre mondiale , où les restrictions dues à la guerre gênèrent l'utilisation d'orge pour la distillation.
En 1960, les bâtiments des alambics, des cuves de fermentation et de stockage furent reconstruits. En 1970, des serpentins à vapeur furent installés pour le chauffage des alambics, dont le nombre passa à six[réf. nécessaire]. L'eau des sources de la colline Mannoch commença à être mélangée avec celle du Lynne, un cours d'eau local, pour faire face à l'augmentation de la production.
En décembre 2003, Cardhu suscita une polémique en cessant la production de son single malt et en commercialisant à la place un vatted malt qui fut décrit comme pure malt, pour répondre à la demande toujours croissante de Johnnie Walker. Cependant, en 2006, Cardhu dut reprendre la production de son single malt, les ventes de pure malt Cardhu ayant diminué considérablement.

## Caractéristiques du Cardhu
- Terroir : Speyside
- Distillerie : Cardhu
- Maître distillateur : Andy Cant
- Âge : 12 ans
- Particularité : Cardhu doit son essor à Elisabeth Cummings, qui fut à sa tête de 1872 à 1893
- Notes : poire, miel, vanille, bois.
- Corps : doux et mielleux